# Brosse à dents ultrasonique

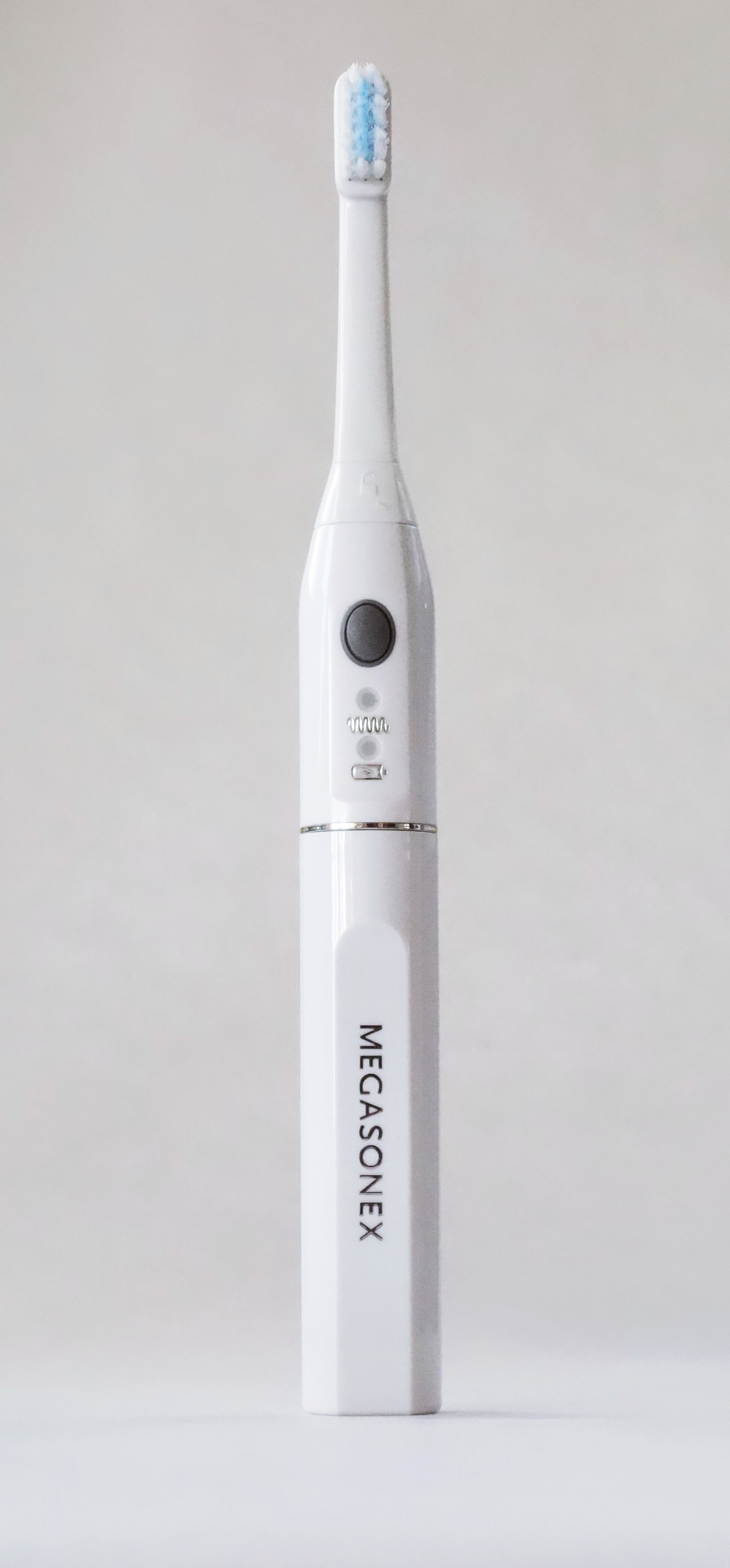
Brosse à dents ultrasonique

Une brosse à dents ultrasonique est une brosse à dents électrique conçue pour un usage domestique quotidien. Elle fonctionne en générant des ultrasons, afin d'aider à éliminer la plaque dentaire et à rendre inoffensives les bactéries qui la composent. Elle fonctionne en général avec une fréquence de 1,6 MHz, ce qui correspond à 96 000 000 pulsations, ou 192 000 000 mouvements par minute. Les ultrasons sont définis comme étant une série d'ondes de pression acoustiques générées à une fréquence trop élevée pour être entendue par l'oreille humaine.

## Contexte
Les brosses à dents électriques sont utilisées par le public depuis le début des années 1950. Depuis, elles ont évolué et, en fonction de la vitesse de leurs vibrations, on peut les classer en trois catégories : brosse électrique ordinaire, brosse sonique et brosse ultrasonique.
Soit les brosses à dents électriques oscillent de haut en bas, en faisant des mouvements circulaires, ou parfois une combinaison des deux. En règle générale, la vitesse de la vibration est mesurée en mouvements par minute. Les brosses à dents électriques ordinaires vibrent à une vitesse qui va de quelques milliers de fois par minute à environ 10 000 à 12 000 fois par minute. Les brosses à dents soniques sont appelés comme ça parce que la vitesse ou la fréquence de leurs vibrations, contrairement au bruit de leur moteur, est dans la gamme de fréquences qui est utilisée par la voix humaine. La voix d'un homme adulte aura typiquement une fréquence fondamentale de 85 à 180 Hz (10 200 à 21 000 mouvements par minute), et celle d'une femme adulte ira de 165 à 255 Hz (19 800 à 30 600 mouvements par minute),. Les brosses à dents ultrasoniques fonctionnent en générant une onde ultrasonique, généralement à partir d'un cristal piézo-électrique implanté à l'intérieur, dont la fréquence peut techniquement commencer à 20 000 Hz (2 400 000 mouvements par minute). Cependant, la fréquence la plus courante, qui a été utilisée dans de nombreuses études scientifiques, est d'environ 1,6 MHz, soit 96 000 000 pulsations ou 1 920 000 000 mouvements par minute.

## Histoire
La première brosse à dents ultrasonique, initialement connue sous la marque Ultima et plus tard Ultrasonex  (par Sonex Corporation), a été brevetée aux États-Unis en 1992. La même année la FDA (Food and Drug Administration) a donné son approbation pour une utilisation quotidienne à domicile. Au début, l'Ultima émettait seulement des ultrasons. Quelques années plus tard, un moteur a été ajouté à la brosse Ultrasonex, pour fournir en plus des vibrations soniques. Sonex a ensuite été vendue à Salton, qui a commencé à distribuer le produit aux États-Unis et dans de nombreux autres pays. En 2008, les nouveaux propriétaires de Salton décident de quitter le marché de l'hygiène buccodentaire et, depuis lors, plusieurs nouvelles entreprises ont commercialisé des brosses à dents ultrasoniques, comme Ultreo  et Megasonex. Fin 2013, d'autres marques de brosses à dents ultrasoniques ont été mises sur le marché. Aujourd'hui, la plupart des brosses à dents ultrasoniques fournissent simultanément des ultrasons et des vibrations soniques.

## Efficacité
Les ultrasons, dans la gamme de 1,0 à 3,0 MHz sont largement utilisés dans des dispositifs médicaux thérapeutiques pour augmenter la vitesse de la consolidation des os, pour augmenter la vitesse de la cicatrisation des lacérations, dans le traitement de la stomatite aphteuse, du saignement gingival, pour l'élimination de la plaque dentaire ainsi que d'autres applications.

## Sécurité des ultrasons
Les ultrasons sont utilisés en médecine depuis près d'un demi-siècle et leur sécurité est étudiée depuis presque aussi longtemps. En 1992, la FDA a d'abord permis l'utilisation des ultrasons à une fréquence de 1,6 MHz dans les brosses à dents. En 1993, l'American Institute of Ultrasound in Medicine (AIUM), en collaboration avec le National Electrical Manufacturers Association (NEMA) a élaboré la norme d'affichage de sortie (Output Display Standard ou ODS), y compris l'indice thermique et l'indice mécanique qui ont été incorporés dans les nouvelles règlementations de la FDA. Elles limitent la puissance de sortie de ces appareils à un niveau suffisamment bas pour éviter d'augmenter la température des tissus environnants de plus de 1 °C.